# Народни савет Доњецке Народне Републике
Народни савет Доњецке Народне Републике (рус. Народный Совет Донецкой Народной Республики) је највише представничко тело и носилац уставотворне и законодавне власти у Доњецкој Народној Републици (ДНР). Једнодоман је и састоји се од 100 посланика.
Трентуни председник Народног савета је Артјом Жога.